# Niechorze
Niechorze (do 1945 roku niem. Horst, Ostseebad Horst; od 1945 początkowo Gniezdzino, a następnie Horzewo) – wieś sołecka w północno-zachodniej Polsce, położona w województwie zachodniopomorskim, w powiecie gryfickim, w gminie Rewal. Leży na Pobrzeżu Szczecińskim, Wybrzeżu Trzebiatowskim, nad Morzem Bałtyckim na północy i jeziorem Liwia Łuża na południu.
Miejscowość wypoczynkowa z kąpieliskiem morskim i przystanią morską. Na koniec 2022 roku wieś liczyła 911 mieszkańców, a sołectwo obejmowało 4,09 km² powierzchni.

## Historia

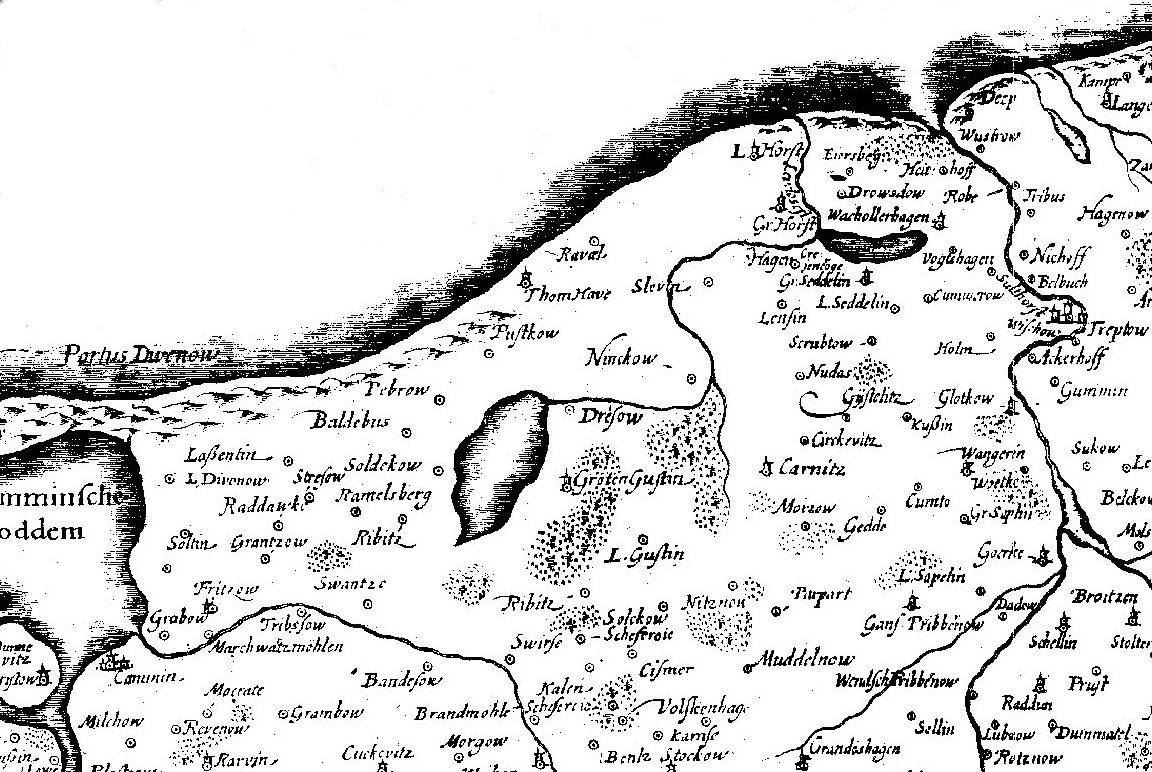
Fragment Wielkiej Mapy Księstwa Pomorskiego Eilerta Lübbena z l. 1610-18 z wsiami Horst i Gr.Horst

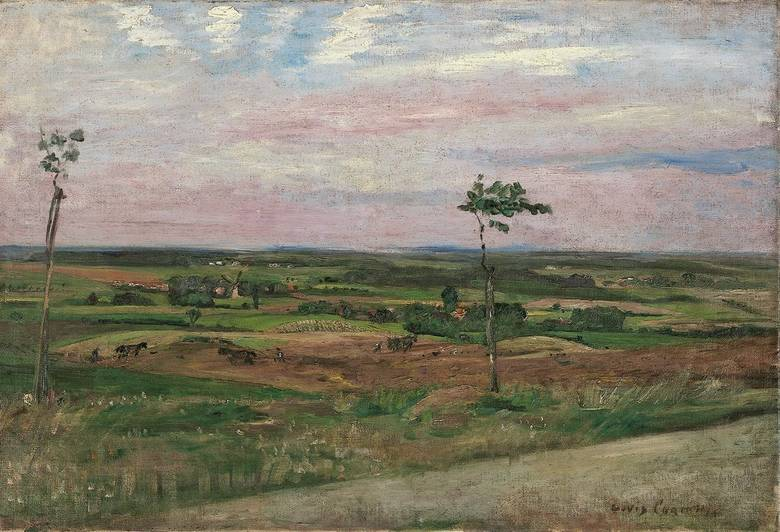
Lovis Corinth, Horst an der Ostsee, 1902

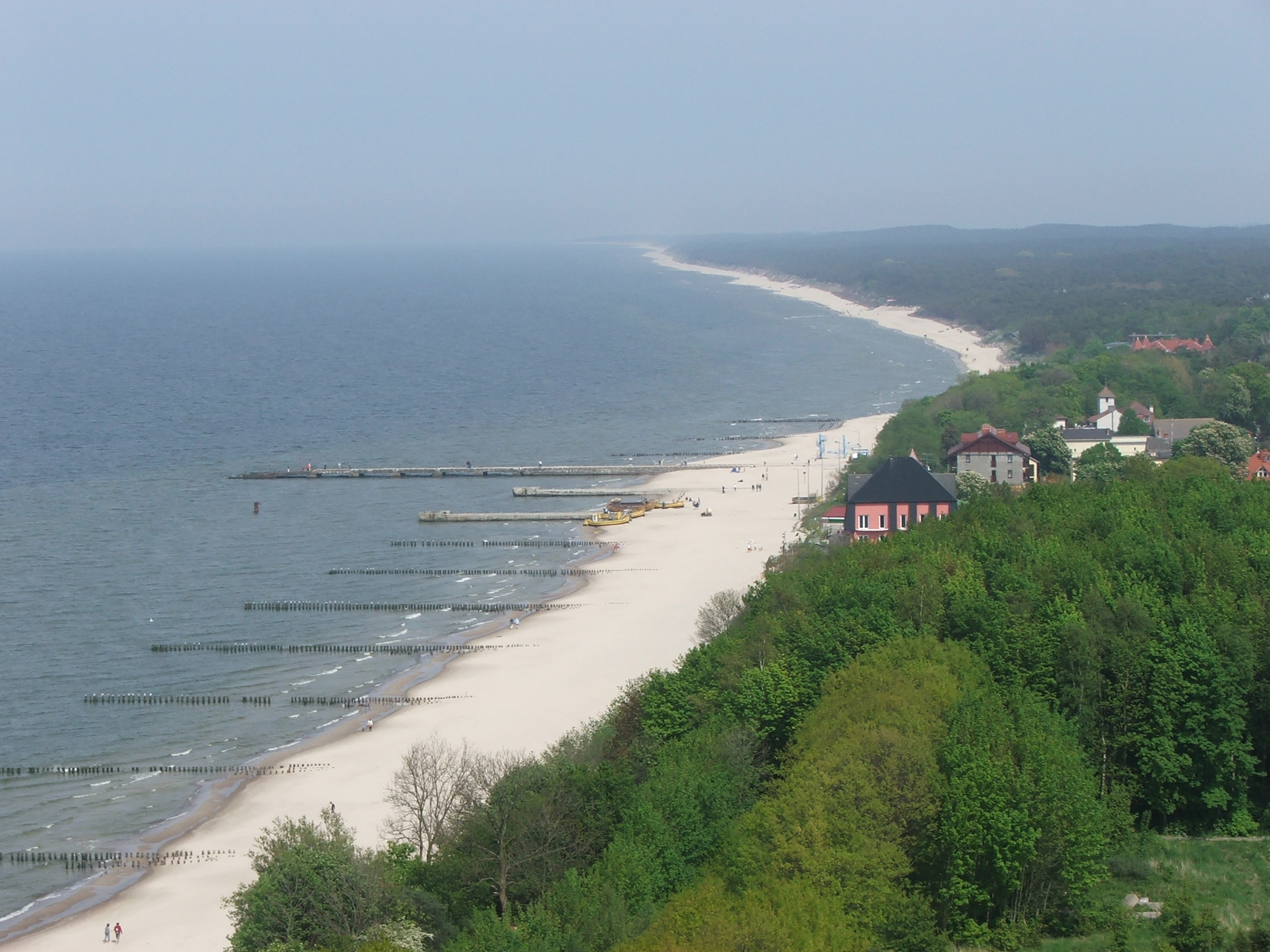
Niechorze – widok z latarni morskiej na plażę i przystań rybacką

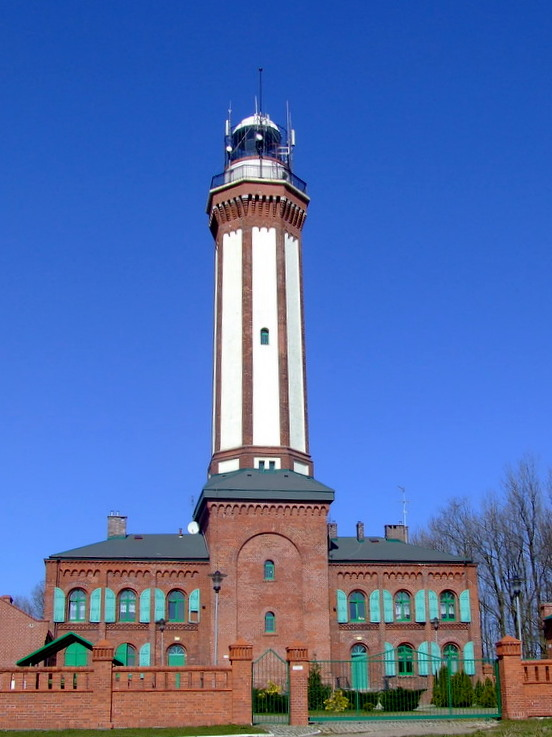
Niechorze – Latarnia morska

Na początku Niechorze było typową wsią rybacką. Jego charakterystyczną dominantą widokową jest wybudowana w 1866 roku latarnia morska. Rozwój wsi jako kąpieliska datuje się od XIX wieku, ale jego prawdziwy rozkwit zaczął się w 1870 roku. W 1889 roku zarejestrowano tu 700 letników, w 1910 roku było już 1873 wczasowiczów, a w 1923 roku przyjechało ich do Niechorza 3000. Na potrzeby letnich gości tuż przy plaży, na płyciźnie, wybudowano na olbrzymich palach pawilon kąpielowy (Familienbad) ze zjeżdżalnią istniejący jeszcze w 1947 roku. Wydany w 1938 roku przewodnik po niemieckich kurortach, oprócz istniejących licznych kwater prywatnych, odnotowuje w miejscowości 4 hotele (o łącznie 131 łóżkach) i 19 większych pensjonatów (oferujących razem 429 miejsc noclegowych). W sezonie trwającym od 15 maja do 30 września poza wypoczynkiem świadczono także usługi wodolecznicze (zabiegi kąpieli w zimnej i ciepłej wodzie morskiej oraz kąpiele medyczne). We wsi funkcjonowały wówczas: lokalna kasa oszczędnościowo-pożyczkowa Spar- und Darlehnskasse Horst i filia powiatowej kasy oszczędności Kreissparkasse Greifenberg i. P., urząd pocztowy oraz gabinet lekarski.
W dniu 1 lipca 1896 roku otwarto pierwszą, zachodnią linię Gryfickiej Kolei Wąskotorowej łączącą Gryfice z Niechorzem. Końcowy dworzec linii Groß Horst wybudowano w zachodniej części wsi. W dniu 1 maja 1913 roku Niechorze wzbogaciło się o połączenie z Trzebiatowem przez Pogorzelicę oraz o kolejny, położony nad jeziorem i użytkowany do dziś, dworzec kolei wąskotorowej Horst Seebad, a także dodatkowo – położony 1 kilometr w kierunku wschodnim przystanek kolejowy Horst Liebelose.
Obecne Niechorze utworzyły dwie odrębne dawniej wsie: nadmorska, rybacka Klein Horst oraz położona na południe od niej, nad zachodnim brzegiem jeziora Liwia Łuża, rolnicza Gross Horst. W dniu 1 kwietnia 1936 roku do miejscowości Gross Horst przyłączono Klein Horst, a 1 października 1937 roku zmieniono jej nazwę na obowiązującą do 1945 roku (Ost)Seebad Horst.

### Działania wojenne
W marcu 1945 roku, Niechorze znalazło się na obszarze działań bojowych prowadzonych w ramach operacji pomorskiej 1. Frontu Białoruskiego, których celem byłą likwidacja zgrupowania trzebiatowskiego, stanowiącego część jednostek rozbitej 11. Armii Pancernej SS z Grupy Armii Wisła, liczącego około 25 tysięcy żołnierzy (i podobną liczbę cywilów). Okrążone jednostki utrzymywały się dzięki dostawom przez niechorski port rybacki, a także wskutek działalności silnej w południowych regionach Bałtyku floty Kriegsmarine, która zapewniała izolowanym zgrupowaniom niemieckim komunikację z zapleczem oraz silne wsparcie ogniowe artylerii okrętowej. Miejscowość leżała na szlaku wycofującej się na zachód jednej z compagne de marche pod dowództwem Henri Feneta ze składu rozbitej francuskiej 33. Dywizji Grenadierów SS „Charlemagne”, Kompania spędziła w Niechorzu noc z 9 na 10 marca, licząc na możliwość ewakuacji drogą morską. Tego samego dnia nastąpiło uderzenie wojsk 1. FB pod dowództwem generała lejtnanta Nikołaja Simoniaka, a kolejnej nocy niemiecki kontratak. Ostatecznie Niechorze zostało zdobyte przez jednostki 7. Korpusu Kawalerii Gwardii Armii Czerwonej oraz 2. Warszawską Dywizję Piechoty i 13 Pułk Artylerii Pancernej Ludowego Wojska Polskiego dnia 12 marca 1945 roku. Działania wojsk radzieckich i polskich zadały nieprzyjacielowi dotkliwe straty. Podczas walk o nadmorską wieś zniszczona została laterna latarni morskiej. W dniu 12 marca 1972 roku upamiętniono zdobycie miejscowości ustawiając głaz z tablicą w niechorskim parku.
Po zakończeniu działań wojennych, wieś znalazła się w strefie obrony przeciwdesantowej wybrzeża Bałtyku (od Łukęcina do Mrzeżyna) utworzonej przez wojska 6. Pomorskiej Dywizji Piechoty po zakończeniu bitwy o Kołobrzeg (18 marca 1945 roku). W dniu 7 kwietnia 1945 roku jej obowiązki przejęła 4. Pomorska Dywizja Piechoty im. Jana Kilińskiego pod dowództwem generała Bolesława Kieniewicza, która dyslokowana była następująco: 10. Pułk Piechoty odpowiedzialny za odcinek jezioro Resko Przymorskie – Niechorze, 11. Pułk Piechoty chroniący odcinek Niechorze – Łukęcin. W takim ugrupowaniu dywizja pozostała do dnia 11 kwietnia 1945 roku.

### Po II wojnie światowej
Na mocy traktatów pokojowych konferencji poczdamskiej miejscowość włączona została do Polski, a jej dotychczasowych mieszkańców wysiedlono do Niemiec. Według powstałej w maju 1945 roku mapy wieś nosiła lub miała nosić nazwę Gniezdzino. Z całą pewnością nazywała się później Horzewo, zmienioną w 1947 roku na obecną. W latach 1946–1998 miejscowość położona była w województwie szczecińskim, a po reformie administracyjnej w 1999 roku w zachodniopomorskim.
W 1946 roku w Niechorzu powołano Komendę Poligonu numer 3 w ramach Ośrodka Szkolenia Poligonowego Wojsk Obrony Przeciwlotniczej (obecnie Centralny Poligon Sił Powietrznych w Ustce), której pierwszym dowódcą był ppłk Kazimierz Jackowski.
Miejscowość stała się wkrótce ponownie popularnym letniskiem. Chwalono piękną plażę, wydmy porośnięte wysokopiennym lasem, obfitujące w ryby jezioro oraz dogodny dojazd koleją wąskotorową z Gryfic lub Trzebiatowa. Baza turystyczna rozwinęła się w oparciu o poniemieckie wille i pensjonaty, opuszczone przez wysiedlonych Niemców. Pod koniec lat 60. XX wieku FWP posiadał tu 5 ośrodków wypoczynkowych („Błękitna”, „Rybak”, „Syrena”, „Zacisze” i „Zielona”). W 60 domach typu willowego i w 36 małych domkach campingowych dysponowały one on łącznie około 1030 miejscami noclegowymi.
Od jesieni 2013 roku do jesieni 2014 roku zostały przeprowadzone przez Urząd Morski w Szczecinie prace wzmacniające klifowy brzeg morski w Niechorzu.
Rozwój demograficzny wsi
- 1821 – 52 mieszkańców (Groß Horst) i 90 mieszkańców (Klein Horst)[26]
- 1870 – 140 mieszkańców (Groß Horst) i 150 mieszkańców (Klein Horst)[27]
- 1905 – 350 mieszkańców[28]
- 1910 – 400 mieszkańców[6]
- 1923 – 400 mieszkańców[7]
- 1925 – 373 mieszkańców (gmina Groß Horst)[29] i 265 mieszkańców (gmina Klein Horst)[30]
- 1933 – 774 mieszkańców[12]
- 1938 – 850 mieszkańców[10]
- 1939 – 805 mieszkańców[12]
- 2006 – 904 mieszkańców[31]
- 2007 – 933 mieszkańców[31]
- 2008 – 936 mieszkańców[31]
- 2009 – 932 mieszkańców[5]
- 2010 – 953 mieszkańców[32][5]
- 2011 – 983 mieszkańców[5]
- 2012 – 980 mieszkańców[5]
- 2013 – 979 mieszkańców[5]
- 2022 – 911 mieszkańców[33]

## Zabytki

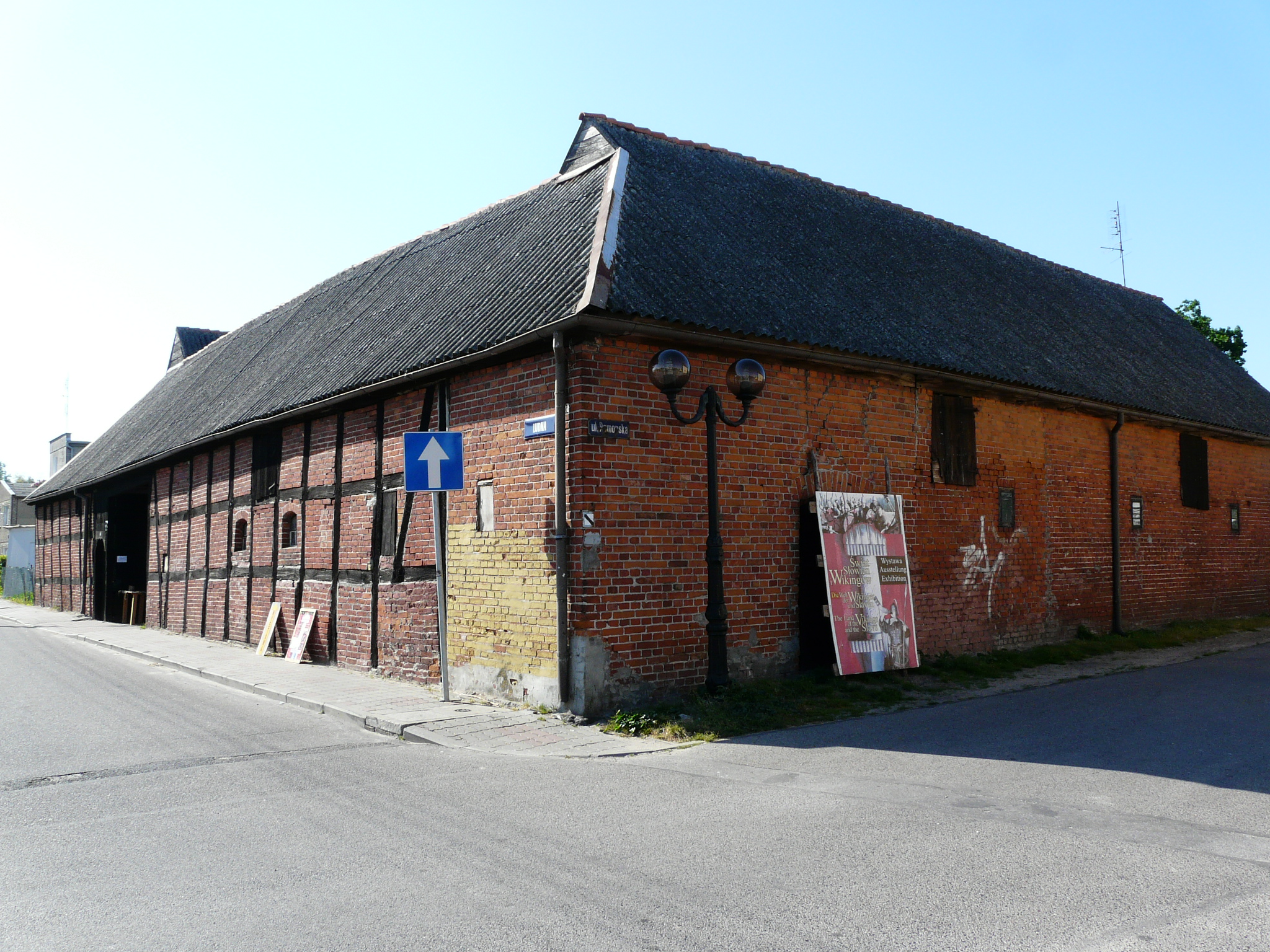
Niechorze – budynek przy ulicy Ludnej

Na obszarze wsi przylegającym do jeziora, w starszej części wsi, można spotkać dawne zagrody i kamieniczki rybackie z XVIII i XIX wieku z ozdobnymi bramami wjazdowymi. Przy ulicy Środkowej 7 mieści się zabytkowa zagroda z przełomu XVIII i XIX wieku.
Największym zabytkiem miejscowości jest zespół latarni morskiej wybudowany w latach 1863–1866, uszkodzony w 1945 roku, odbudowany w 1948 roku. Do zespołu prócz latarni, zaliczane są także domy latarników, dwa budynki gospodarcze i ogród z murowanym ogrodzeniem i furtkami.
W Niechorzu znajduje się dworzec Gryfickiej Kolei Wąskotorowej z przełomu XIX i XX wieku.

## Turystyka
Niechorze należy do gminy Rewal na Wybrzeżu Rewalskim. Jest kurortem wypoczynkowym, z licznymi ośrodkami wczasowymi, pensjonatami, pokojami gościnnymi, kempingami oraz polami namiotowymi. Nadmorski brzeg w miejscowości cechuje piaszczysta plaża oraz wydmy we wschodniej części i wysoki klif z latarnią morską w zachodniej części wsi.
W Niechorzu wyznaczono letnie kąpielisko morskie obejmujące 100 m linii brzegowej. Część plaży w okresie letnim jest strzeżona.
Przez Niechorze przebiegają znakowane szlaki turystyczne piesze i rowerowe:
- Szlak Liwiej Łuży – okrężny, rozpoczyna się i kończy przed stacją kolei wąskotorowej Niechorze[40]
- E9 Szlak Nadmorski im. Czesława Piskorskiego (Świnoujście→ Dziwnów→ Rewal→ Trzebiatów→ Mrzeżyno→ Kołobrzeg)
- EuroVelo 10 (EV10) Szlak Rowerowy Morza Bałtyckiego[41]/EV13

## Infrastruktura

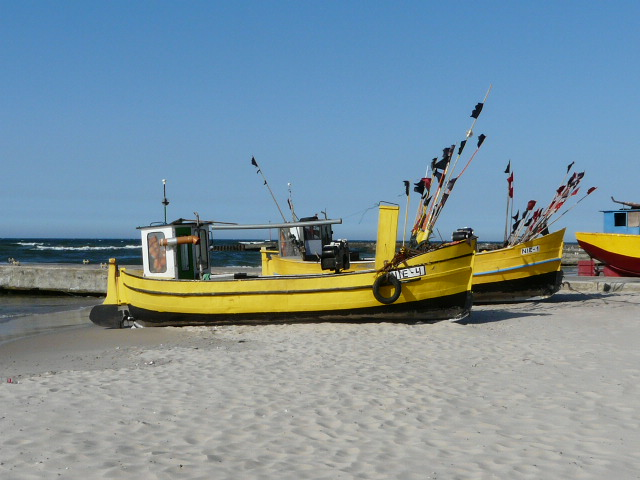
Niechorze – kutry na przystani rybackiej

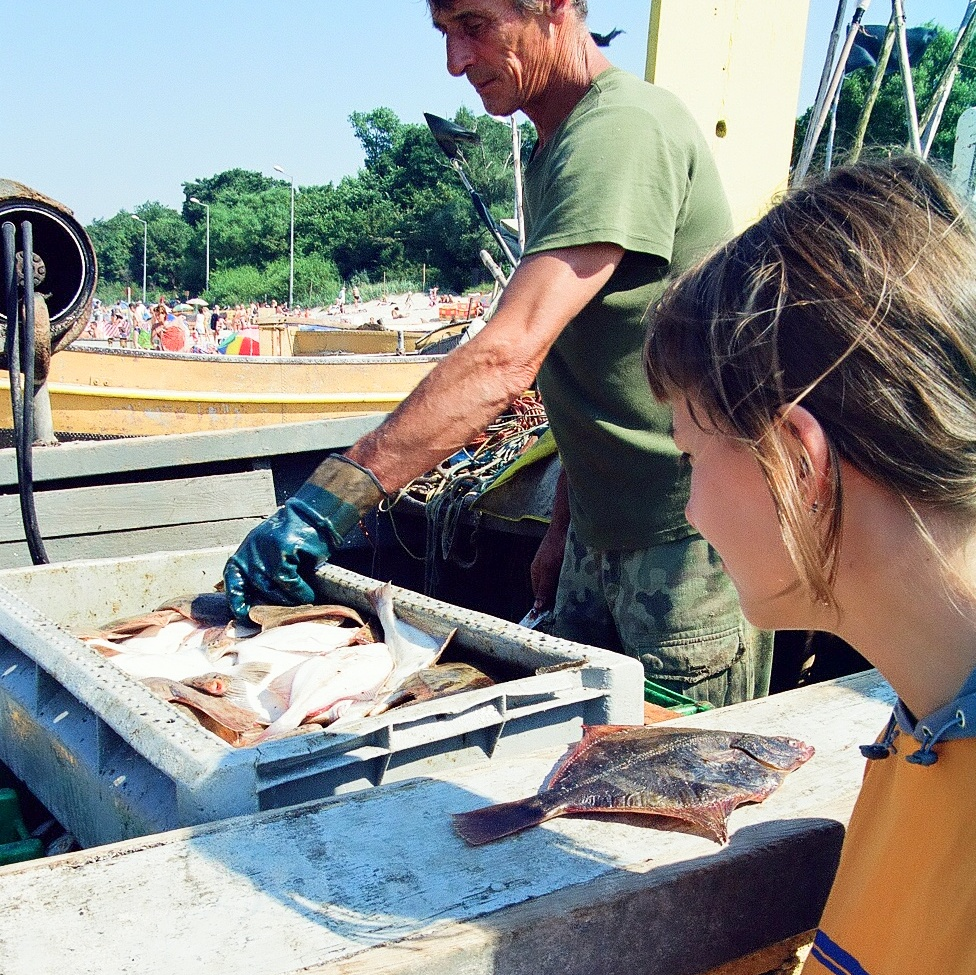
Niechorze – u lokalnych rybaków można kupić świeżo złowione ryby

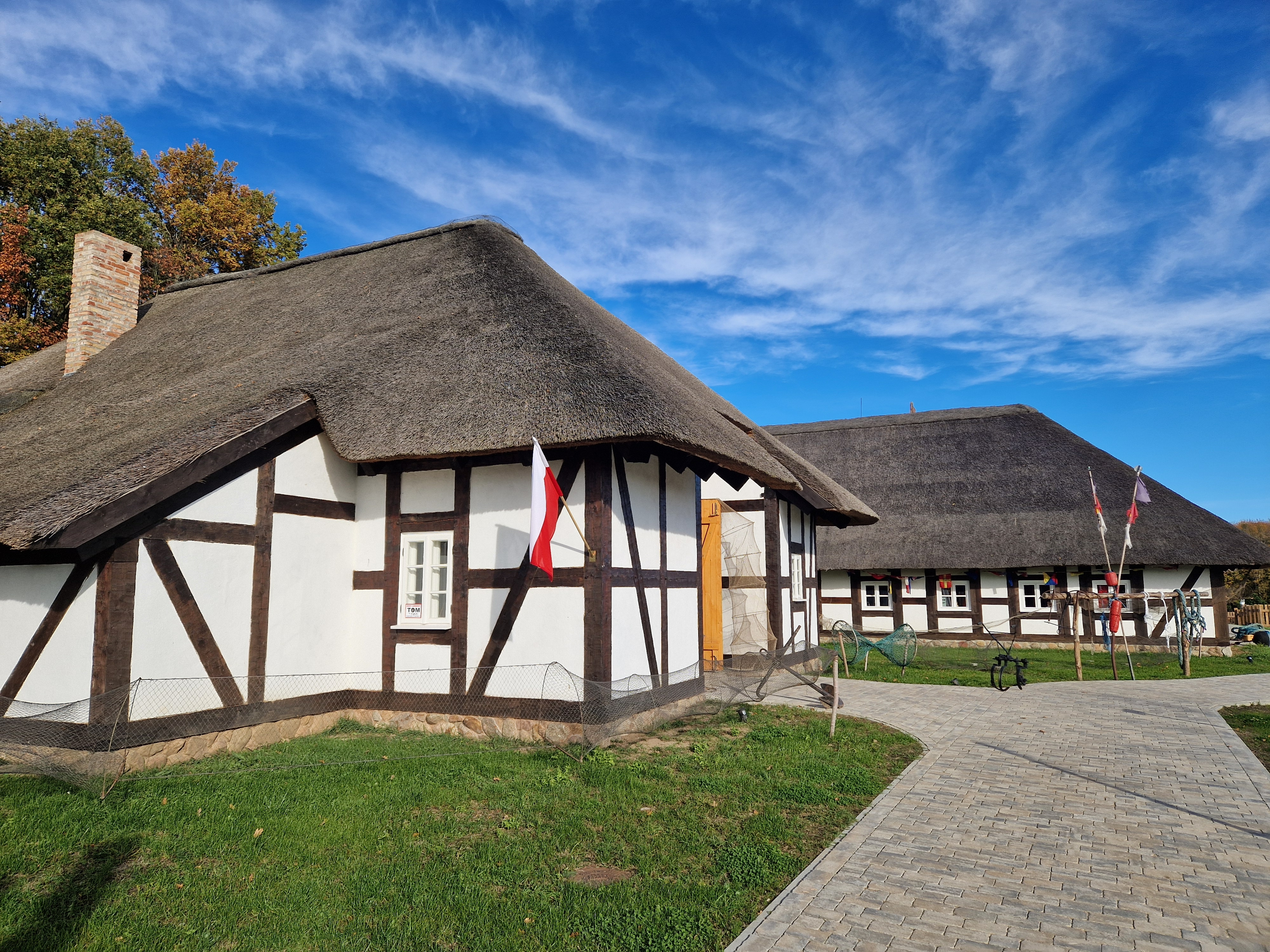
Niechorze - Park Etnograficzny (chaty rybackie)

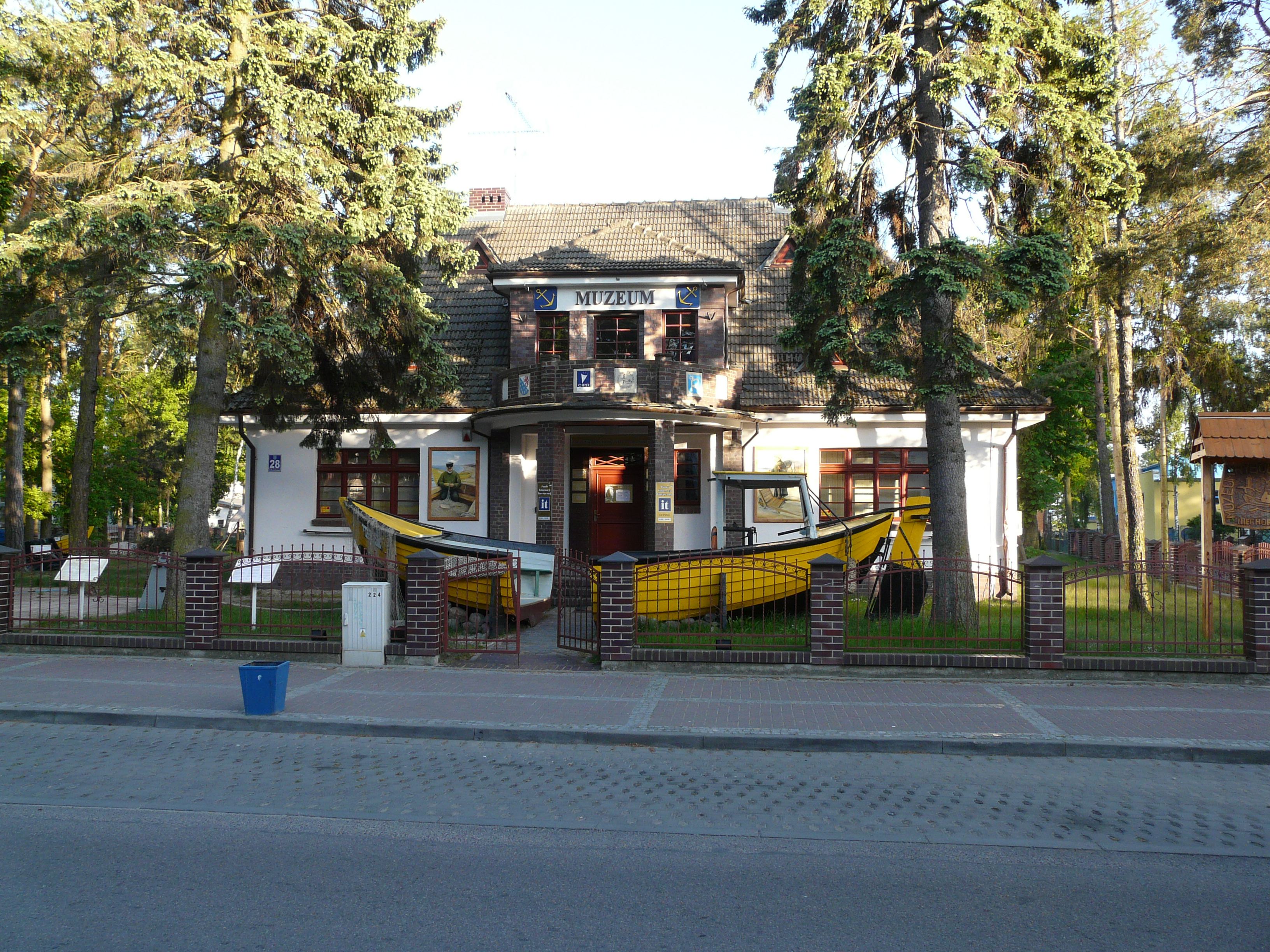
Niechorze – Muzeum Rybołówstwa Morskiego

W Niechorzu znajdują się między innymi: ośrodek zdrowia, 2 apteki, filia Urzędu Pocztowego Gryfice 1, 3 przystanki autobusowe oraz kościół pw. Matki Bożej Miłosierdzia, a także dom zakonny Sióstr Służebniczek.
Przez Niechorze prowadzi linia Nadmorskiej Kolei Wąskotorowej Gminy Rewal: Gryfice – Pogorzelica z dwiema stacjami kolejowymi: Niechorze i Niechorze Latarnia. W okresie wakacyjnym kursuje kolejka wąskotorowa zarządzana przez gminę Rewal. Na południe od wsi przebiega droga wojewódzka nr 102.
Od 1946 roku działa Ochotnicza Straż Pożarna, stacjonująca w zintegrowanym Centrum Ratownictwa przy ulicy Kolejowej (otwarcie 25 października 2008 roku). Jednostka OSP Niechorze (jedna z dwóch w gminie Rewal) włączona jest do krajowego systemu ratowniczo-gaśniczego.
Przy ulicy Nadmorskiej ma siedzibę Straż Przybrzeżna – Obwód  Ochrony Wybrzeża Urzędu Morskiego w Szczecinie, obejmujący obwody Pobierowo, Niechorze, Mrzeżyno i Rogowo.
Lokalni rybacy korzystają z przystani morskiej nadzorowanej przez Urząd Morski w Szczecinie. W jej granicach znajduje się akwatorium o powierzchni 0,0141 km² i średniej szerokości 100 m licząc od linii brzegu. Wyposażenie techniczne stanowi dalba wyciągowa i nowy 144-metrowy pomost rybacki wybudowany wiosną 2022 roku w miejsce dwóch starych pomostów. 
Wcześniej istniały dwa pomosty rybackie, zachodni o długości 62,5 m i środkowy: 53,95 m. Rybacy wykorzystują do nawigacji także światło na wschodnim pirsie. Kutry rybackie miejscowych rybaków pływają z oznaczeniem przynależności portowej NIE na burcie (NIE–4, NIE–20).

## Sport
Miejscowość posiada zespół sportowo-rekreacyjny, w którym znajdują się boiska do piłki nożnej, koszykówki, siatkówki oraz korty tenisowe.
W Niechorzu odbywały się Mistrzostwa Polski w siatkówce plażowej mężczyzn.

## Oświata
- Zespół Szkolno-Przedszkolny przy ul. Szczecińskiej 6:
  - Przedszkole Publiczne im. Sindbada Żeglarza[54]
  - Szkoła Podstawowa im. Leonida Teligi[55]

## Kultura
- Muzeum Rybołówstwa Morskiego - muzeum ukazuje specyfikę zawodu rybaka oraz przedstawia cząstkę kultury pomorskiej.
- Park Miniatur Latarni Morskich
- Park Etnograficzny w Niechorzu[56]

## Pomniki
- Pomnik latarnika upamiętniający wszystkich niechorskich latarników, odsłonięty w dniu 19 sierpnia 2023 roku[57]. Pomnik znajduje się na placu przed latarnią morską od strony morza.
- Pomnik Niechorskich Osadników (przekształcony na mocy ustawy dezubekizacyjnej z 2016 roku z pomnika wyzwolicieli Niechorza)[58][59]. Pomnik znajduje się w parku przy ulicy Parkowej.
- Pomnik poświęcony „Tym, co nie wrócili z Morza”. Znajduje się przy ulicy Wschodniej, przy zejściu na plażę.
- Pomnik foki Depki. Znajduje się na placu Foki Depki, na skrzyżowaniu ulicy Morskiej, Nadmorskiej i Pomorskiej.

## Przyroda
Obrzeża miejscowości znalazły się w specjalnym obszarze ochrony siedlisk – Trzebiatowsko-Kołobrzeskim Pasie Nadmorskim (PLH320017) oraz obszarach specjalnej ochrony ptaków – Zatoce Pomorskiej (PLB990003) oraz Wybrzeżu Trzebiatowskim (PLB320010) programu Natura 2000. Ponadto Niechorze leży na terenie obszaru mającego znaczenie dla Wspólnoty Europejskiej – Ostoi na Zatoce Pomorskiej (PLH990002).
Na plażach w Niechorzu można obserwować liczne ptaki wodne, takie jak: śmieszka, mewa srebrzysta, mewa białogłowa, mewa siodłata, kaczka krzyżówka, mewa siwa, czy biegus zmienny. W wodach Bałtyku na terenie miejscowości coraz częściej żerują foki szare, sporadycznie także foki pospolite. Na terenie rezerwatu przyrody Jezioro Liwia Łuża występują łabędzie nieme, czaple siwe, kormorany, a także kilka gatunków perkozów.

## Społeczność

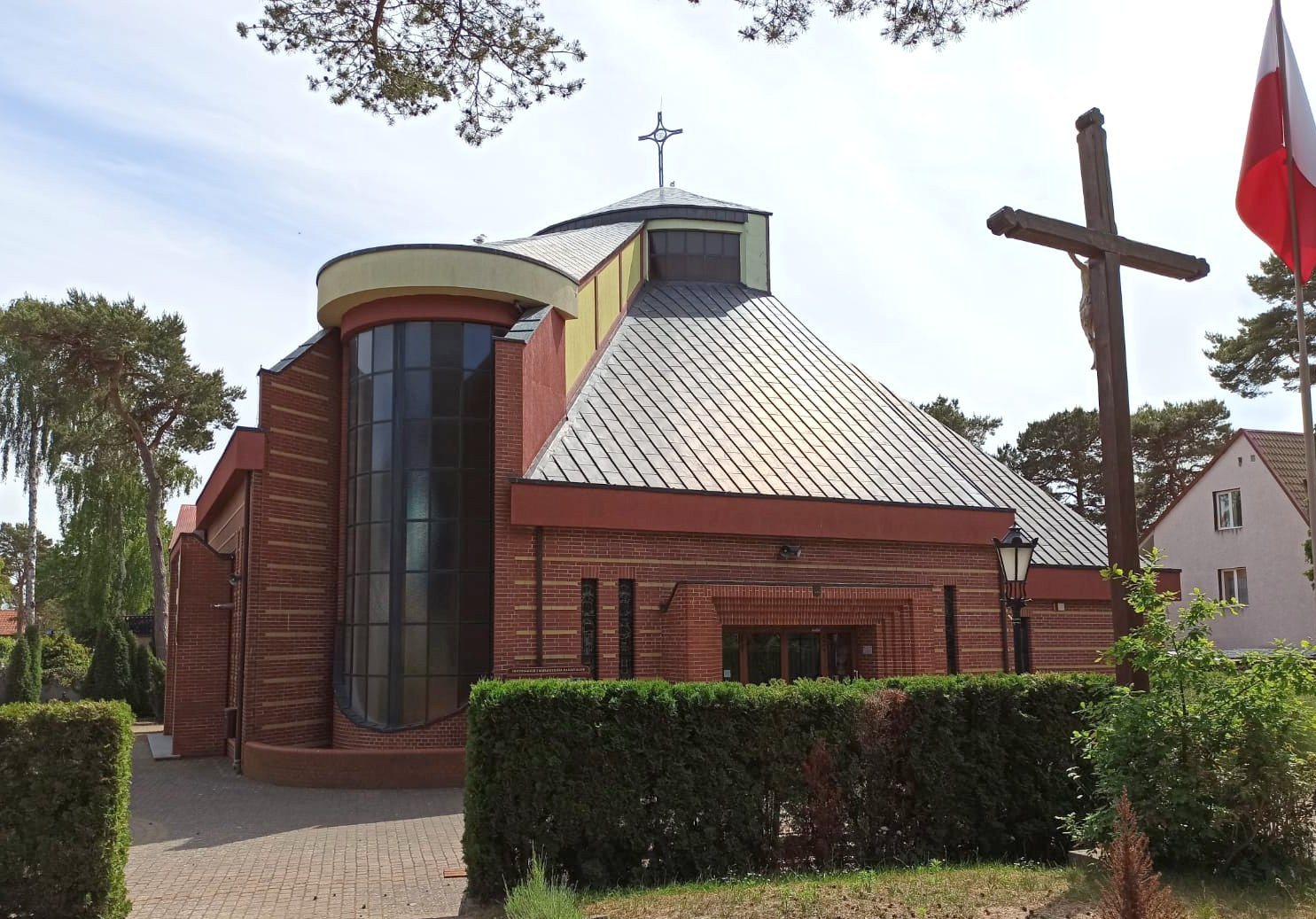
Kościół Matki Bożej Miłosierdzia w Niechorzu

Samorząd gminy Rewal utworzył jednostkę pomocniczą „Sołectwo Niechorze”, obejmujące jedynie miejscowość Niechorze. Mieszkańcy wsi wybierają sołtysa oraz radę sołecką, która składa się z 6 osób.
W dniu 31 grudnia 1986 roku decyzją Kurii Diecezji Szczecińsko-Kamieńskiej powstała parafia św. Stanisława BM w Niechorzu, obejmująca swym zasięgiem trzy miejscowości: Niechorze (siedziba parafii), Pogorzelicę i Lędzin. Parafię zamieszkuje 1256 osób (394 rodziny). Dotychczasowi proboszczowie:
- + ks. Tadeusz Walczyk (1986–1989),
- ks. mgr Ireneusz Pastryk (1989–1999),
- ks. kan. mgr Józef Czujko (od 21.08.1999)

W Niechorzu działa koło Polskiego Związku Wędkarskiego numer 35 „Liwia”.

## Nawiązania w kulturze
- Kilka scen filmu Beata z 1964 roku, w reżyserii Anny Sokołowskiej, rozgrywa się na plaży w Niechorzu oraz przed budynkiem, na wieży i w latarni morskiej. Film opowiada o szesnastoletniej dziewczynie Beacie (Pola Raksa), która ucieka z domu. Poszukiwanie dziewczyny prowadzi jej kolega Olek Smoleński „Ramzes” (Marian Opania). W trakcie poszukiwań Olek trafia między innymi nad morze i na latarnię, gdzie spotyka latarnika (Wirgiliusz Gryń), u którego prawdopodobnie zatrzymała się Beata.
- Akcja powieści bożonarodzeniowej Wigilijna przystań, Sylwii Trojanowskiej, rozgrywa się w Niechorzu[64].
- Na okładce książki Agnieszki Krawczyk, Lato wśród wydm, pomimo że jej akcja rozgrywa się w odległych Dębkach, znajduje się wizerunek słynnej niechorskiej latarni morskiej[65].